# Limolita
La limolita, en anglès: siltstone és una roca sedimentària que té la mida del seu gra en el rang del llim, més fi que en la pedra sorrenca i més gruixut que en la pedra argilosa.

## Descripció
La limolita és una roca sedimentària clàstica. Com el seu nom indica està composta principalment per (més dels 2/3) de partícules de llim, definit com a grans 1/16 - 1/256 mm o 4 a 8 en l'escala phi (φ) de Krumbein. Les limolites difereixen de la pedra sorrenca pels seus porus més petits i la seva més alta propensió a contenir una fracció argilenca significativa. Encara que sovint es confonen amb la pissarra, les limolites no tenen la fissilitat i laminacions típiques de la pissarra. les limolites poden tenir concrecions. La seva estratificació és fosca i tendeix a meteroritzar-se en angles oblics.